# Ляйнсвайлер
Ляйнсвайлер (нім. Leinsweiler) — громада в Німеччині, розташована в землі Рейнланд-Пфальц. Входить до складу району Південний Вайнштрассе. Складова частина об'єднання громад Ландау-Ланд.
Площа — 5,80 км2. Населення становить 502 ос. (станом на 31 грудня 2020).

## Галерея

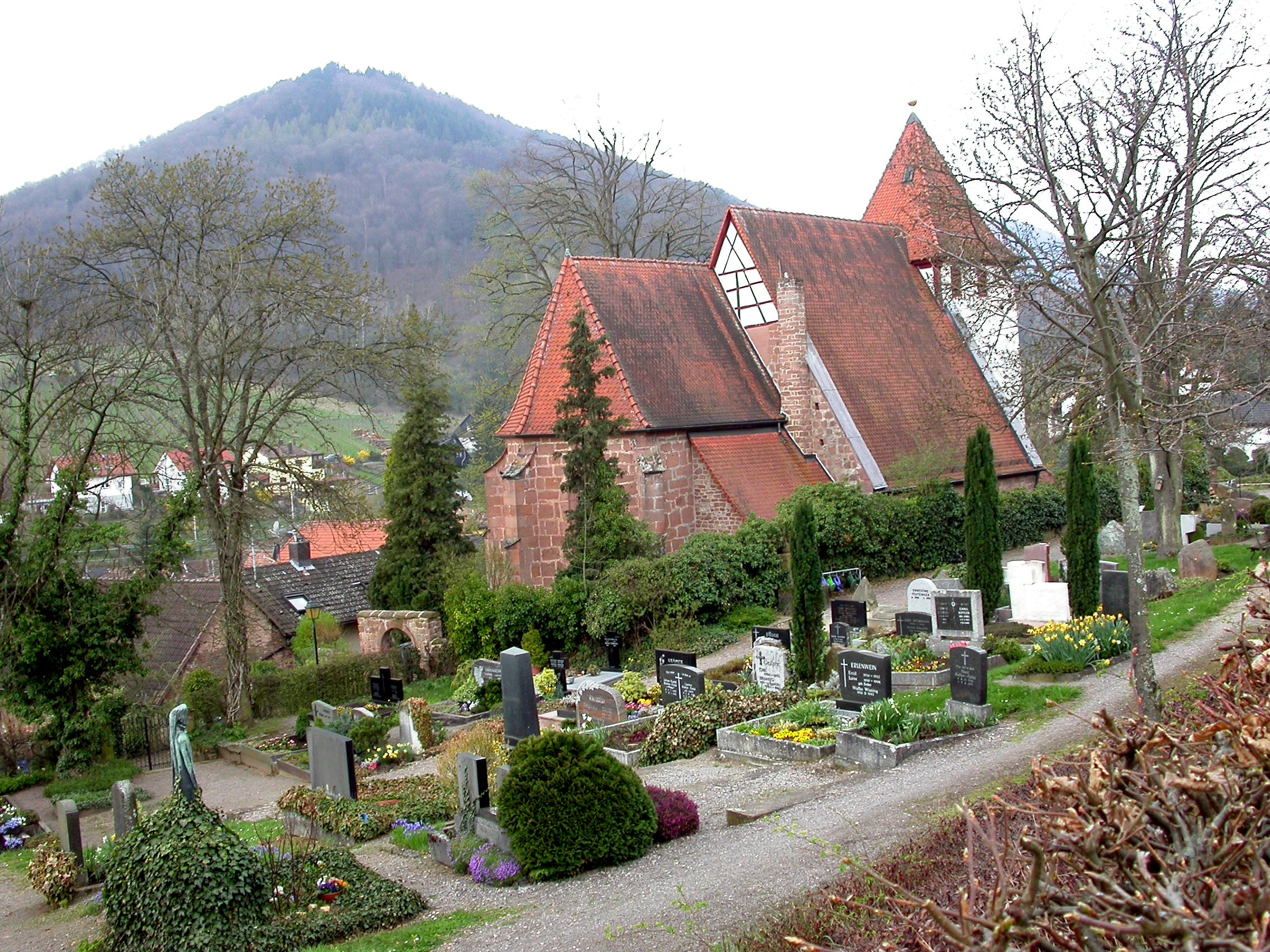
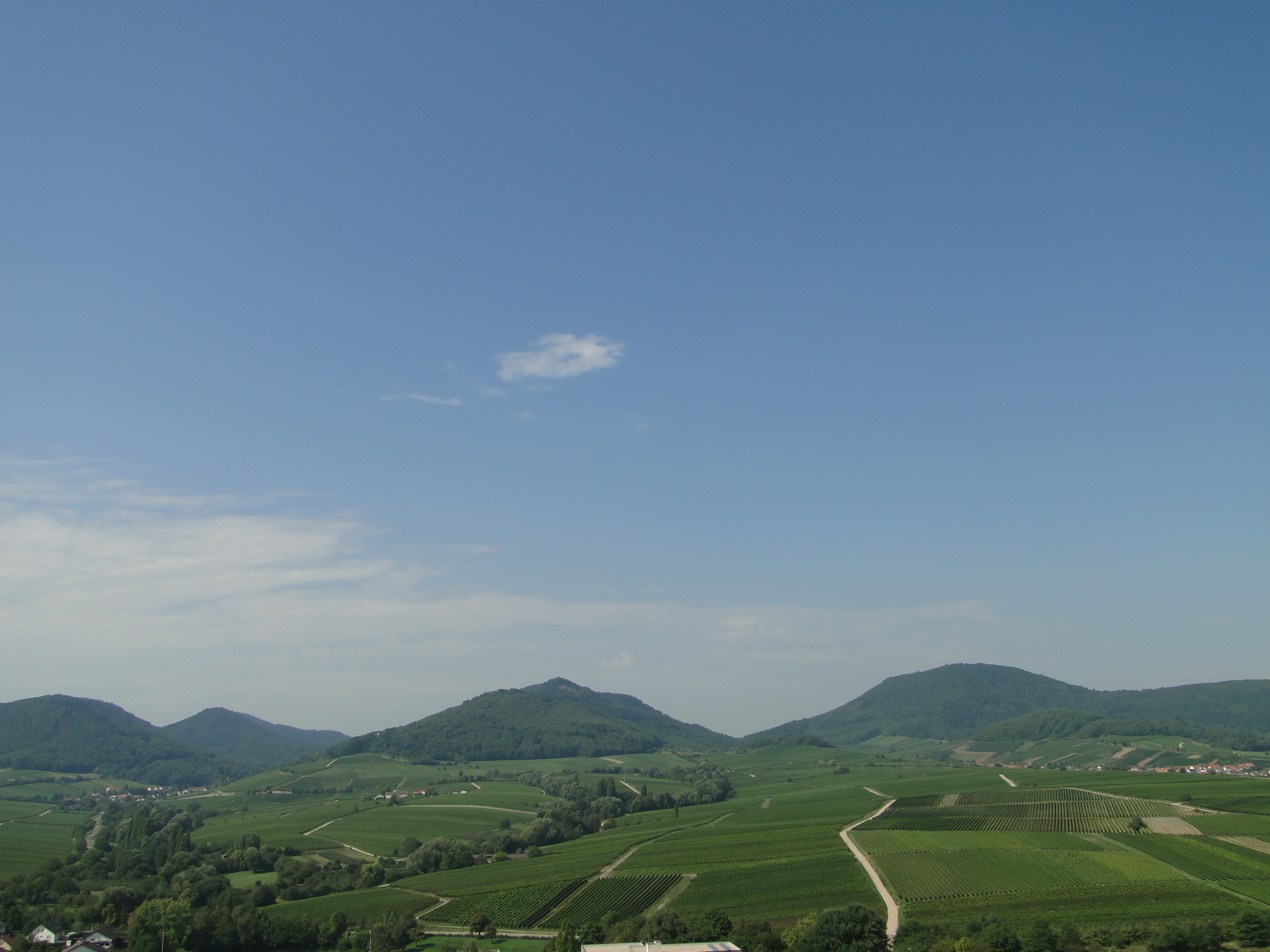
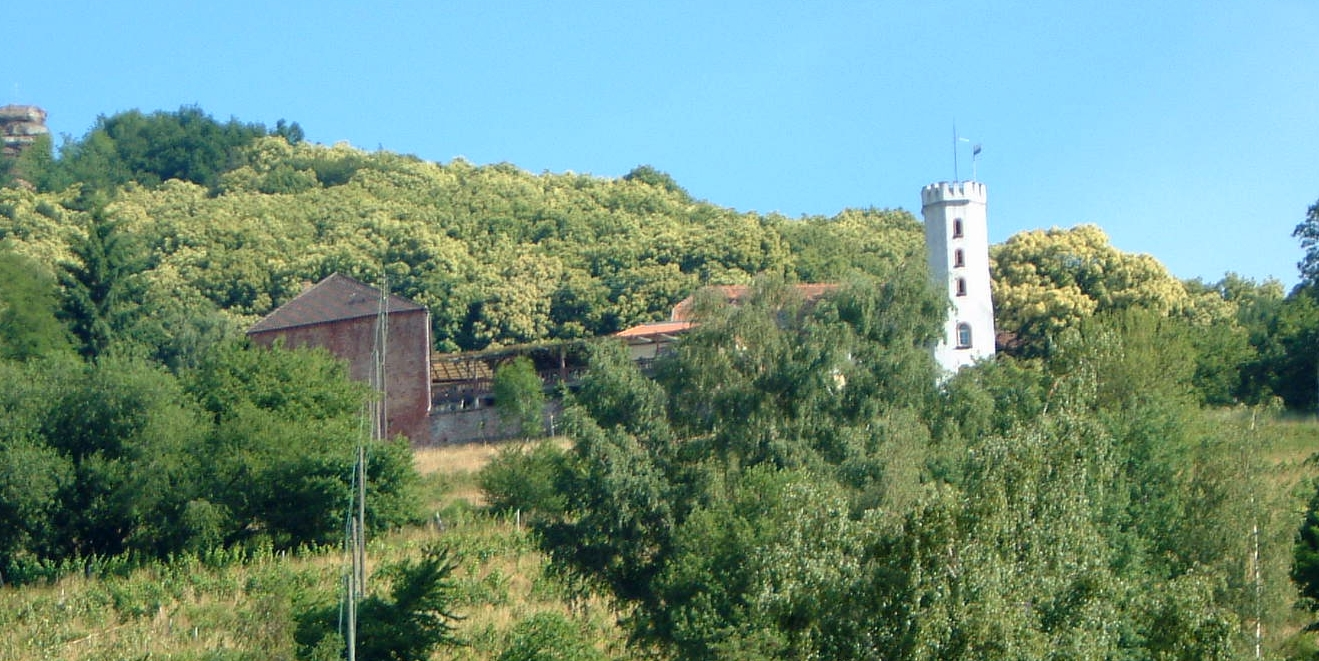